# Landschaftsschutzgebiet Grünland-Gebüsch-Waldkomplex nordwestlich Horn

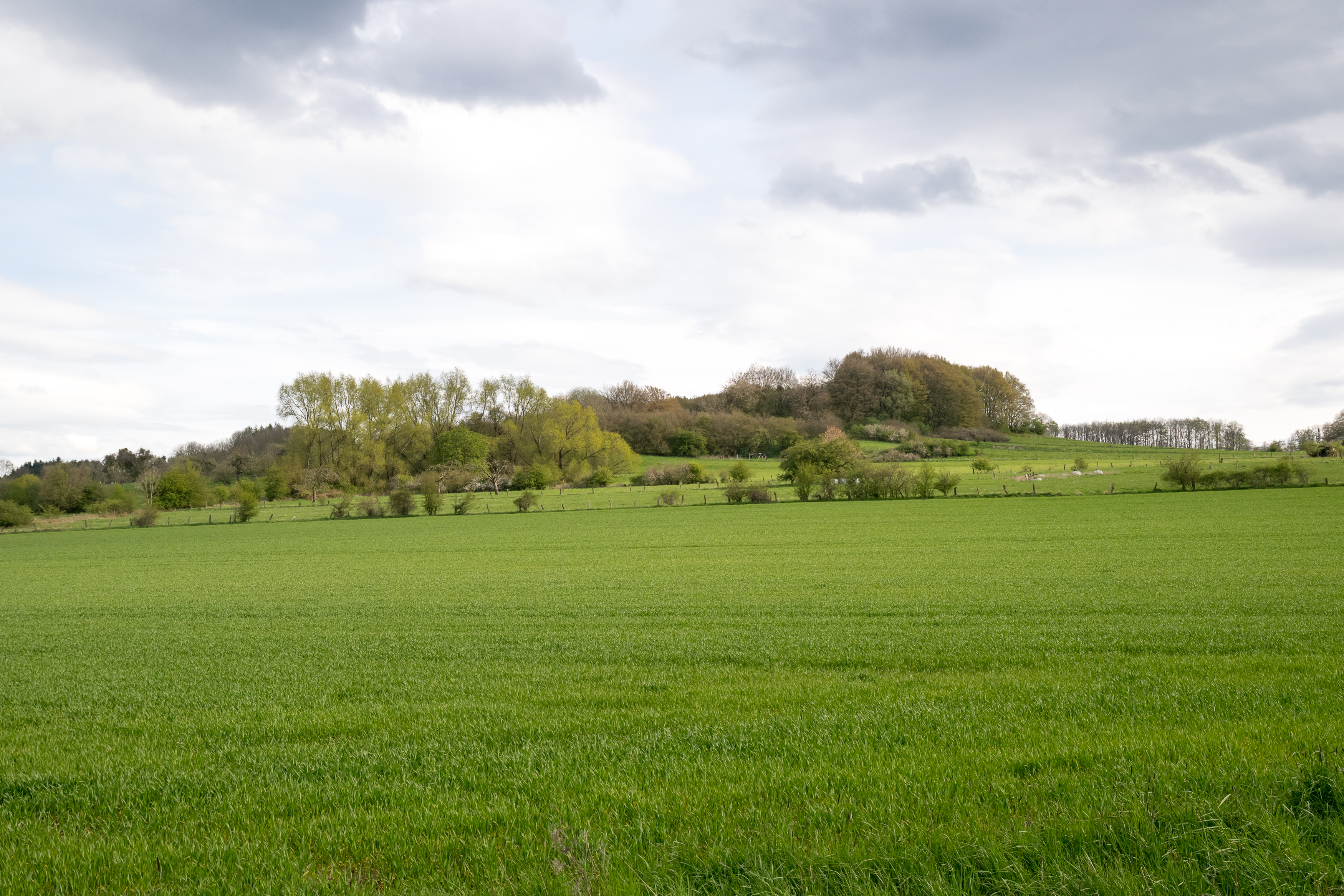
Landschaftsschutzgebiet Grünland-Gebüsch-Waldkomplex nordwestlich Horn im Hintergrund

Das Landschaftsschutzgebiet Grünland-Gebüsch-Waldkomplex nordwestlich Horn mit etwa 22,5 ha Flächengröße liegt im Stadtgebiet von Horn-Bad Meinberg. Es wurde 2005 mit dem Landschaftsplan  Nr. 10 Horn-Bad Meinberg/Schlangen durch den Kreistag des Kreises Lippe als Landschaftsschutzgebiet (LSG) ausgewiesen.

## Beschreibung
Das Landschaftsschutzgebiet beginnt an der Bebauung von Horn. Das LSG umfasst vielfältig gegliederten Biotopkomplex nordwestlich Paschenburg. Im Biotopkomplex sind neben Grünland kleine Waldflächen, Hecken, Kopfbäume, Obstbäume, Einzelbäume und Baumgruppen zu finden. Im LSG erfolgt eine extensive Grünland-Nutzung und Düngung. In Teilbereichen haben sich Magerrasen entwickelt. Die Laubholz-Feldgehölze lassen noch Spuren der niederwaldartigen Nutzung erkennen. Auch Fichten stehen in Kleinwaldflächen.

## Schutzzwecke für das LSG
Laut Landschaftsplan erfolgte die Ausweisung des LSG
- „zur Erhaltung der Leistungsfähigkeit des Naturhaushaltes,“
- „zur Erhaltung und Wiederherstellung eines Waldbereiches mit unterschiedlichen Feuchtestufen,“
- „zur Erhaltung eines Waldkomplexes in der Zerfallphase, wegen der Eigenart und Schönheit des alten Hudewaldes,“
- „zur Sicherung der das Landschaftsbild prägenden Alt- und Totholzbestände.“[1]

## Rechtliche Vorschriften
Im Landschaftsschutzgebiet ist unter anderem das Errichten bzw. Anlegen von Bauten und Fischteichen verboten. Grün- und Brachland darf nicht in eine andere Nutzungsart umgewandelt oder umgebrochen werden. Es ist im LSG verboten, Hunde frei laufen zu lassen, ausgenommen ist die ordnungsgemäße Jagd und Hof- und Gartenbereiche. Obstbäume auf Obstwiesen und Einzelbäume dürfen nur gefällt werden, wenn dies einvernehmlich mit der Unteren Landschaftsbehörde abgestimmt wurde und entsprechende Ersatzbäume gepflanzt werden. Das LSG besteht aus vier Teilflächen.